# もちこみっ!
『もちこみっ!』は、2011年4月10日からRKB毎日放送で放送されている深夜のバラエティ番組である。
2024年4月7日の放送から『もちこみっ！SP』に変更し放送される

## 番組概要
番組の前身は同時間帯に放送されていたクチ×コミ。

ゲストとのトークコーナー、最新トレンド情報などを中心に構成される。

## 放送時間
- 日曜日 1:00 - 1:30 (JST、土曜深夜）

## パーソナリティ
- 砂守岳央 - 2024年4月から
- 田野アサミ

### 過去のパーソナリティ
- 森ハヤシ - 番組開始当初からパーソナリティを務めていたが脚本家の仕事に専念したいことを理由に2024年3月に卒業。

## コーナー
- もちこみっ!・ウェルカム･･･パーソナリティとゲストのトークコーナー。
- もちこみっ!漫画道場･･･森が一冊の漫画をプレゼンし、その内容を田野が星の数で評価するコーナー。

## スポンサー
- 小学館